# Afasiologia
Afasiologia é o estudo da perda abrupta do desempenho linguístico em qualquer uma de suas modalidades em consequência de uma lesão cerebral, acarretando desta forma, prejuízos na comunicação humana.